# Груздов, Михаил Владимирович
Михаил Владимирович Груздов (латыш. Mihails Gruzdovs; 12 декабря 1953, Валмиера — 12 февраля 2023, Рига) — советский и латвийский театральный режиссёр. Офицер ордена Трёх Звезд (2008).

## Биография
Михаил Груздов родился в 1953 году в Валмиере. Учился в Валмиерской 2-й средней школе. В 1981 году окончил режиссерской факультет Театрального института имени Бориса Щукина. С 1991 по 1996 год директор, затем и главный режиссёр Петербургского театра-студии «Перекрёстки». С 1993 года преподавал актерское мастерство и режиссуру в Петербургском театральном училище.
В 1993 году начал ставить спектакли в латвийских театрах. С 2001 года являлся доцентом Латвийской академии культуры, педагогом актерского мастерства, а также магистром педагогической режиссуры. С 2002 по 2005 год он художественный руководитель, а с 2005 по 2009 — главный режиссёр театра Дайлес.
Михаил Груздов ставил спектакли в Новом Рижском театре, Латвийском национальном театре, Лиепайском театре, Валмиерском театре и в Рижском русском театре имени Михаила Чехова.
В 2005 году награжден художественной премией «Петрополь» за постановки русской классики на латвийских сценах. В 2008 году награжден орденом Трёх звёзд — за выдающиеся и яркие творческие заслуги в латвийском театральном искусстве в качестве главного режиссёра и художественного руководителя театра Дайлес.
Был женат на актрисе и режиссере Индре Роге.
Умер 12 февраля 2023 года. Похоронен в Риге на Лесном кладбище.